# Gertrud Bratt
Die Gertrud Bratt war ein Frachtdampfschiff aus Schweden. Das Schiff gehörte der Reederei A. Bratt & Co. in Göteborg. Gebaut wurde es 1927 in Schweden auf der Werft Kockums Menkaniska Verkstad Aktiebolag in Malmö.

## Versenkung
Die Gertrud Bratt sank nach dem dritten Torpedo von U 4 (Kapitänleutnant Harro von Klot-Heydenfeldt) am 24. September 1939 um 12:28 Uhr in der Nordsee auf der Position 58° 40′ N, 9° 52′ O im Marineplanquadrat AO 4146. Die Verluste an Menschenleben sind nicht bekannt.
Das Schiff, das sich auf dem Weg nach Bristol befand, hatte Papier, Papierbrei, Meterware und Zellulose geladen.